# 666 до н. е.

## Події
- Вавилонські астрономи записують дані з місячного затемнення, що відбулося 3 квітня.
- Узимку відбувся неврожай пшениці, і в Лу був голод[1].

### Ассирія
- Король Ашшурбаніпал йде у відставку.
- Астрологи передвіщають занепад і катастрофу для Ассирії.